# Östafrikansk gundi
Östafrikansk gundi (Pectinator spekei) är en däggdjursart som beskrevs av Edward Blyth 1856. Pectinator spekei är ensam i släktet Pectinator som ingår i familjen kamfingerråttor. IUCN kategoriserar arten globalt som livskraftig. Inga underarter finns listade i Catalogue of Life.
Artepitetet i det vetenskapliga namnet hedrar den brittiska upptäcktsresande John Hanning Speke.
Denna gnagare förekommer från Eritrea över Etiopien till norra Somalia. Den vistas där i låglandet och i upp till 1200 meter höga bergstrakter. Habitatet utgörs av klippiga områden och halvöknar. Ibland hittas arten i busk- och gräsmarker.
Individerna når en kroppslängd (huvud och bål) av 140 till 190 mm och en svanslängd av 40 till 60 mm. En uppvägd hona hade en vikt av 178 g. Pälsen har på ovansidan en askgrå färg med bruna eller svarta skuggor och undersidan är ljusgrå. Östafrikansk gundi har tydliga morrhår och en yvig svans. Vid bakfötterna förekommer styva hår som bildar en borste.
Öronen är inte lika tydlig avplattade som hos andra kamfingerråttor. De är nakna förutom korta vita hår vid kanten. Mörkare hår vid svansens kant bildar en svartaktig krans. Arten har fyra tår vid fram- och bakfötter.
Individerna vilar i bergssprickor eller bakom stenar. De äter bara växtdelar (gräs, örter, blad) och syns ofta när de solbadar. Flera hanar och honor bildar en koloni som har ett 1500 till 2000 kvadratmeter stort revir. Reviren är tydlig avgränsade från varandra. Däremot kan östafrikansk gundi leva i samma område som klipphyrax (Procavia capensis). Honor som hölls i fångenskap hade främst en unge per kull och sällan tvillingar. Ungarna vägde cirka 20 g vid födelsen. De diade sin mor 11 till 12 månader.
Arten blir aktiv kort efter soluppgången men vilar under dagens hetaste timmar.